# Град који се могао жртвовати
Град који се могао жртвовати (норв. Byen som kunne ofres, енгл. A town betrayed) је норвешки документарни филм из 2011. Филм је режирао новинар-истраживач Ола Флум, а у њему прати новинара-истраживача и војника АРБиХ током рата у Босни Мирзада Фазлића Фазлу, како истражује догађаје око Сребренице.

## О документарцу
Документарац даје другачију верзију догађаја у Сребреници, полазећи да је то био сукоб де војске после злочина над Србима у Кравицама. Аутор тврди да је се у Сребреници није десио масакр већ легитимни оружани сукоб српских снага са „муслиманским одметницима“. Муслимани су злочином у Кравицама изазвали оправдани револт Срба, а број сребреничких жртава није 8000 већ максимално 4000.

## Најзначајније
Филм даје преглед догађаја као што су Злочин у Кравицама, Напад на Вишњицу, кријумчарење оружја за Армију БиХ, преговоре око размени становништва из Сребренице и околине Сарајева, као и тезу да је Сребреница жртвована ради политичких циљева.
- У филму се тврди да је на првом краћем састанку Клинтон предложио Изетбеговићу холокауст у коме би се жртвовало 5000 Муслимана у Сребреници а да је Изетбеговић то пренео делегацији Сребреничких бранилаца. Тако да је Сребреница жртвована од стране сопствене владе ради политичкх циљева.[2]
- Хуманитарни конвоји су пропуштани од стране Срба у Сребреницу али их је Насер Орић продавао на црном тржишту.[2]
- Младић је имао на располагању 1600 наоружаних људи из околине Сребренице али их није укључио у ратна дејства због недостатка дисциплине и могуће освете за нападе Орићевих снага на српска села.[2]

## Учесници
У филму су говорили Сефер Халиловић, Ратко Николић (борац ВРС кога су снаге Насера Орића заробиле и мучиле), Миша Урошевић (сниматељ ТВ Београда), Зоран Станковић, Хакија Мехољић (командир полиције у Сребреници током рата), Мухамед Филиповић (један од оснивача СДА и учесник више мировних преговора), Хусо Салиховић (официр АБиХ), Џон Шиндлер (главни аналитичар ЦИА у БиХ 1996), Есад Сипиловић (амерички грађанин бошњачког порекла који је учествовао у кријумчарењу оружја) и Торвалд Столтенберг (бивши преговарач УН).